# Nephotettix modulatus
Nephotettix modulatus är en insektsart som beskrevs av Melichar 1912. Nephotettix modulatus ingår i släktet Nephotettix och familjen dvärgstritar. Inga underarter finns listade i Catalogue of Life.